# Gazzaniga
Gazzaniga là một đô thị ở tỉnh Bergamo trong vùng Lombardia của nước Ý, có vị trí cách khoảng 60 km về phía đông bắc của Milano và khoảng 15 km về phía đông bắc của Bergamo. 

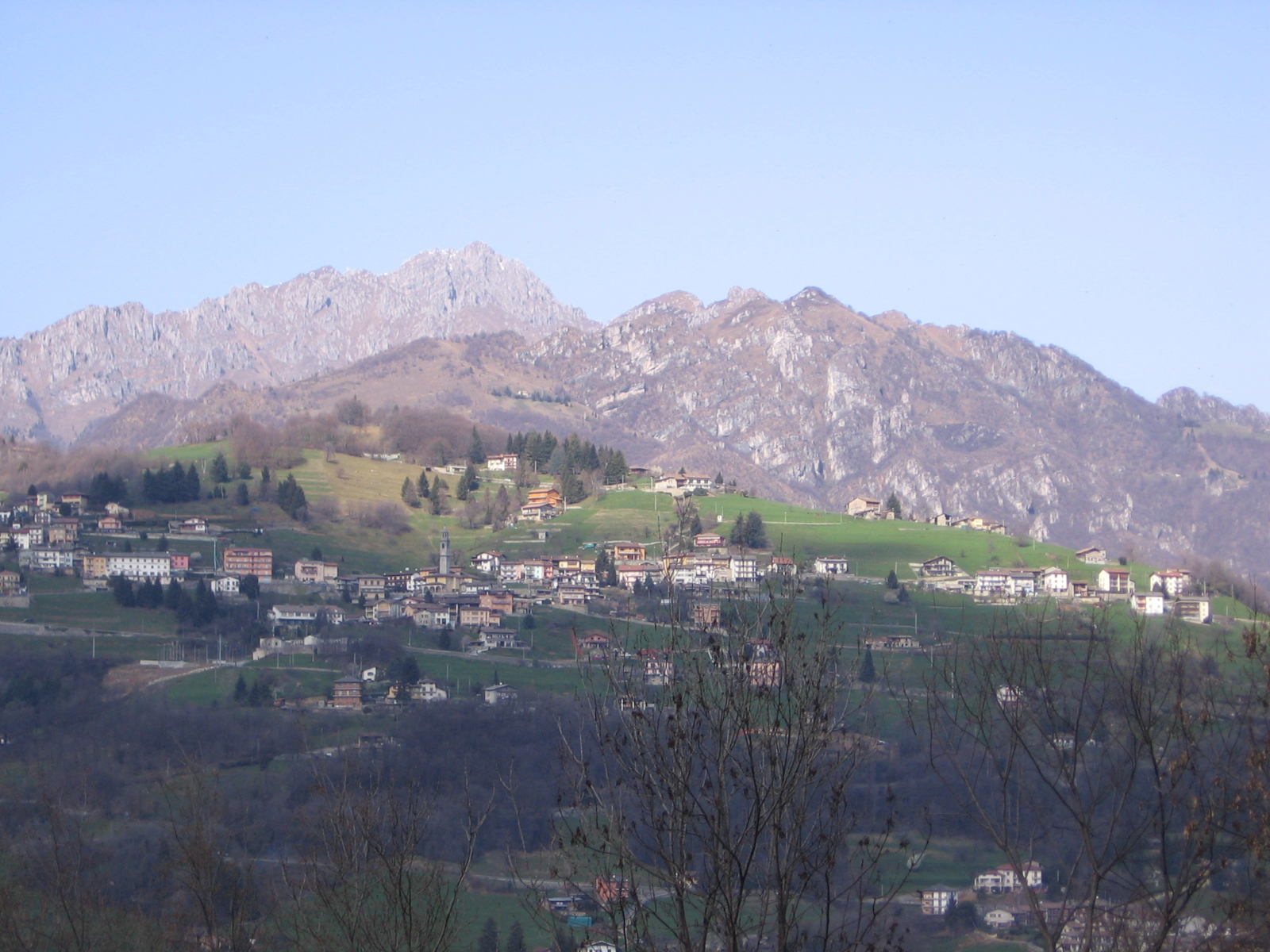
frazione Orezzo.

Gazzaniga giáp các đô thị: Albino, Aviatico, Cene, Cornalba, Costa di Serina, Fiorano al Serio, Vertova.